# Renée Varsi
Renée Varsi  (Mexikóváros, Mexikó, 1975. november 18. –) mexikói színésznő.

## Élete és pályafutása
1975. november 18-án született Mexikóvárosban. 
Karrierjét 1995-ben kezdte a Si Dios me quita la vida sorozatban, Lucíát alakítva. 1999-ben Constanza szerepét játszotta az El niño que vino del mar epizódjaiban. 2000-ben Antonia Castellanosként tűnt fel a Sebzett szívek című telenovellában.

## Filmográfia

### Telenovellák
- A végzet hatalma (La fuerza del destino) (2011) - Juliette Abascal de Rodriguez
- Camaleones (2010) - Norma de Pintos
- Yo amo a Juan Querendón (2007) - Mónica Berrocal Toledo de Farell
- Sebzett szívek (Siempre te amaré) (2000) - Antonia Castellanos Robles de Reyes
- Cuento de Navidad (1999) - Natalia
- El niño que vino del mar (1999) - Constanza Fernández Cadayana
- Sin ti (1997) - Abril
- Mi querida Isabel (1996) - Adela Martínez Riquelme
- Marisol (1996) - Vanessa Garcés del Valle
- Si Dios me quita la vida (1995) - Lucía

### Sorozatok
- Adictos (1 epizód: Masturbación, 2009)
- Vecinos - Marisol (1 epizód: Seguridad vecinal, 2007)
- Mujer, casos de la vida real (4 epizód, 2001-2004)
- Lo que callamos las mujeres
- La rosa de Guadalupe
- Palabra de Princesa - Milagros 2010
- Oscuro secreto - Fernanda 2010
- La mujer de mi vida - Luisa 2011
- Antibullying: Otro cielo - Maestra Dunia 2011
- Lo principal en la vida - Tamara 2012
- Historias delirantes (1 epizód: La Enfermera, 2012) - Carmen
- No es una prueba de amor - Gaby 2013
- Pintar un arcoiris - Elena 2013
- Mi galán de telenovela, mi amor sublime - Mirna 2014
- Donde nace el perdón - Carmela 2017